# بيل مارتن (كرة سلة)
بيل مارتن (بالإنجليزية: Bill Martin)‏ مواليد 16 أغسطس 1962 في واشنطن العاصمة، هو لاعب كرة سلة أمريكي سابق. بدأ مسيرته الاحترافية في سنة 1985. تم اختياره من قبل فريق إنديانا بايسرز خلال الدرافت. يبلغ طوله 6 قدم 7 بوصة (2.0 م). اعتزل اللعب في 1995.

## المسيرة الاحترافية
لعب مع إنديانا بايسرز في موسم 1985–1986، ثم لعب مع نيويورك نيكس في سنة 1987، ثم لعب مع فينيكس صنز في سنة 1987، ثم لعب مع أولمبيا ميلانو في الدوري الإيطالي في موسم 1988–1989.

## روابط خارجية
- بيل مارتن على موقع إن بي أي (الإنجليزية)
- بيل مارتن على موقع سبورتس رفرنس (الإنجليزية)
- بيل مارتن على موقع كلية كرة السلة في سبورتس رفرنس.كوم (الإنجليزية)
- بيل مارتن على موقع ريلجم (الإنجليزية)
- بيل مارتن على موقع بروبوليرز (الإنجليزية)